# 三亚亚特兰蒂斯酒店
三亚亚特兰蒂斯酒店（英語： Atlantis Sanya, China）是位于中国海南省三亚市的一个一站式娱乐度假酒店，位于东郊的海棠区海棠湾海棠北路。这是全球第三座亚特兰蒂斯酒店。
三亚亚特兰蒂斯酒店于2018年4月28日正式营业，由复星集团投资110亿元建造，为三亚的先锋新地标。酒店以海洋为主题，占地面积30万平方米，包括亚特兰蒂斯水世界水上乐园19.5万平方米，以及酒店和“失落的空间”水族馆面积11.4万平方米。，酒店共有1314个房间。